# Masakr v Kamenci Podolském
Masakr v Kamenci Podolském byl masovou vraždou Židů během druhé světové války. Kamenec Podolský, město na západní Ukrajině (tehdy součástí Sovětského svazu), byl okupován německými silami během invaze do Sovětského svazu v červnu roku 1941.
Krátce poté, co Maďarsko (německý spojenec) 27. června 1941 vyhlásilo válku Sovětskému svazu, rozhodli se úředníci zodpovědní za cizí státní příslušníky žijící v Maďarsku vyhostit cizí Židy. Většinou to byli polští a ruští Židé, také mezi nimi bylo mnoho uprchlíků ze západní Evropy. Židé, u kterých nebylo snadné zjistit maďarské občanství, byli stejně ohroženi deportací. Výsledkem bylo, že mnoho maďarských Židů, kteří nemohli doložit své občanství, bylo také vyhoštěno. Mnoho židovských komunit, zejména v Zakarpatské Ukrajině (tenkrát pod maďarskou nadvládou), bylo deportováno v plném rozsahu.
Maďaři naložili Židy do nákladních vozů a odvezli je do podkarpatské Jasině (tehdy Kőrösmező nedaleko tehdejších maďarsko-polských hranic), kde byli převezeni přes bývalou sovětskou hranici a předáni Němcům. Od 10. srpna 1941 bylo z Maďarska do Německem ovládaného území deportováno přibližně 14 000 Židů. Později v měsíci byly předány další 4 000 Židů. V německých rukou byli Židé nuceni pochodovat z Kolomyje do Kamence Podolského.
Jednotky Einsatzgruppen v Kamenci Podolském a vojáci pod vedením SS- und Polizeiführera pro jižní oblast, SS generála Friedricha Jeckelna, vykonávaly 27. - 28. srpna masové vraždy deportovaných a místních Židů. Podle zprávy Jeckelna bylo v této akci zavražděno 23 600 Židů, což byla první masová vražda ve snaze o konečné řešení židovské otázky.